# 토끼 울타리
《토끼 울타리》(Rabbit-Proof Fence)는 오스트레일리아에서 제작된 필립 노이스 감독의 2002년 모험, 드라마 영화이다. 에블린 샘피 등이 주연으로 출연하였고 필립 노이스 등이 제작에 참여하였다.

## 출연

### 주연
- 에블린 샘피

### 조연
- 티아나 샌스버리
- 로라 모너갠
- 데이비드 걸필리
- 닌겔리 로포드
- 마이안 로포드
- 데보라 메일맨
- 제이슨 클락
- 케네스 브래너

## 기타
- 원작자: 도리스 필킹턴
- 협력프로듀서: 로라 버로우스
- 미술: 로저 포드
- 의상: 로저 포드
- 배역: 크리스틴 킹

## 같이 보기
- 오스트레일리아 영화
- 생존 영화